# Ain-Diab

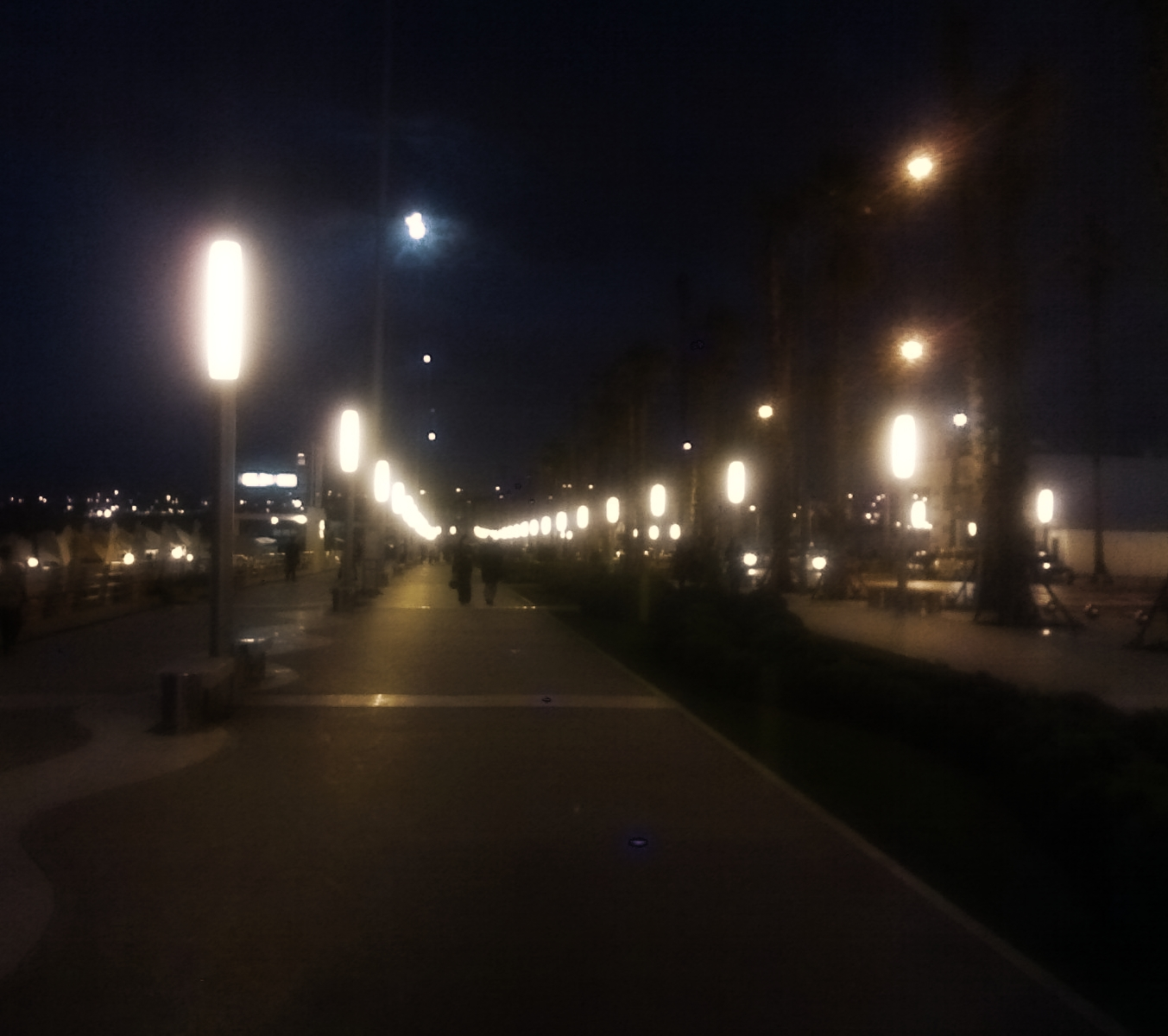
Vista noturna da Corniche

Ain-Diab ou Aïn Diab (em árabe: عين الدئاب; "fonte dos lobos") é um bairro de Casablanca, a maior cidade de Marrocos, situado junto à praia do mesmo nome e que se estende desde o marabuto de Sidi Abderrahman até Anfa, a parte ocidental do centro.
A praia de Aïn Diab, que constitui o limite norte do bairro, estende-se por cerca dois quilómetros, entre dois cabos rochosos: o da Corniche a nordeste e o da ilhota de Sidi Abderrahman. A sul os limites do bairro são as avenidas de Anfa e a estrada de Azamor.
O bairro tem duas parte distintas topograficamente: a colina de Anfa, onde se encontram quarteirões de villas de luxo rodeados de parques arborizados, e a depressão de Sindibad (Simbad), que em termos geológicos é o resultado da erosão marinha formada em redor das falésias, dunas e praias. Nessa depressão, entre o mar e a estrada de Azamor ainda subsistem algumas atividades agrícolas e uma parte está classificada como zona verde, enquanto que outra parte tem vindo a ser objeto de especulação imobiliária, estando o espaço mais ou menos repartido entre loteamentos recentes de vivendas e habitações modestas, muitas delas de carácter mais ou menos precário.
O bairro é conhecido pela sua atividade turística, centrada na praia e na animação da Corniche, e também pelo circuito automóvel de Ain-Diab, onde decorreram provas de Fórmula 1 e 1957 e 1958.